# Diecezja Ciudad Quesada
Diecezja Ciudad Quesada (łac. Dioecesis Civitatis Quesadensis) – diecezja Kościoła rzymskokatolickiego w Kostaryce. Należy do metropolii San José de Costa Rica. Została erygowana 25 lipca 1995 roku.

## Główne świątynie
- Katedra: Katedra św. Karola Boromeusza w Quesadzie

## Ordynariusze
- Ángel San Casimiro Fernández OAR (1995–2007)
- Oswaldo Brenes Álvarez (2008–2012)
- José Manuel Garita Herrera (od 2014)